# 齐国生
齐国生（1959年6月20日—），男，河北省肃宁县人，中华人民共和国政治人物、研究员级高级审计师。曾任北京市审计局局长、审计署人事教育司司长、中国航天科技集团有限公司董事会秘书、总法律顾问等职。

## 生平
中国人民大学财政系财务会计专业毕业，获首都经济贸易大学管理学硕士学位。历任北京市财政局监察处科员，北京市审计局科员、副处长、副分局长、分局长。1993年8月，任北京市审计局副局长。1997年7月至2002年11月，任北京市审计局党组书记、局长。2002年12月，历任中华人民共和国审计署人事教育司司长、机关党委书记，企业审计司司长等职。2006年7月，挂职任青岛市人民政府党组成员、市长助理。2007年7月至2009年8月，挂职任四川省人民政府党组成员、副秘书长，协助魏宏副省长处理监察、审计、人事、编办、志编、档案、保密等方面工作。
2009年底，回北京任中国航天科技集团有限公司总经济师。2015年3月28日，在中国航天科技集团公司第一届董事会第一次会议受聘为董事会秘书。2020年10月，任中国国际技术智力合作集团有限公司外部董事。2022年6月，任中国节能环保集团有限公司外部董事，同年9月22日，当选为中国航天书法家协会主席－）